# فرودگاه بین‌المللی توزلا
فرودگاه بین‌المللی توزلا  (به انگلیسی: Tuzla International Airport) (به زبان بومی: Međunarodni Aerodrom Tuzla) یک فرودگاه غیرنظامی/نظامی باربری با کد یاتا TZL است که یک باند فرود سنگفرش آسفالت دارد و طول باند آن ۲۴۸۵ متر است. این فرودگاه در شهر  توزلا کشور بوسنی و هرزگوین قرار دارد و در ارتفاع ۲۳۹ متری از سطح دریا واقع شده‌است.